# Tilman Westphalen
Tilman Westphalen (* 25. Februar 1935 in Mönchengladbach; † 25. April 2021) war ein deutscher Anglist.

## Leben
Er studierte von 1955 bis 1960 Anglistik und Sport an der Sporthochschule Köln und an der Universität zu Köln. Von 1963 bis 1972 war er als wissenschaftlicher Angestellter an der Ruhr-Universität Bochum. 1969/1970 war er Vorsitzender der Bundesassistentenkonferenz. Von 1973 bis 2000 lehrte er als Professor für Anglistik zunächst an der Pädagogischen Hochschule Osnabrück bzw. ab 1974 an der Universität Osnabrück.

## Schriften (Auswahl)
- Beowulf 3150-55. Textkritik und Editionsgeschichte. München 1967, OCLC 716669.
- mit Claudia Glunz: Kriegsprosa im 20. Jahrhundert. Sekundärmaterial in Auswahl. Osnabrück 1988, OCLC 256310569.